# Поздеево (Нижегородская область)
 Поздеево  — деревня в Шарангском районе Нижегородской области в составе Роженцовского сельсовета.

## География
Расположена на расстоянии примерно 14 км на юг по прямой от районного центра посёлка Шаранга.

## История
Деревня основана переселенцами из деревни Тубаенки Яранского уезда в начале XIX века. По их фамилии и была названа деревня. Упоминается с 1891 года как починок Поздеевский, в 1905 дворов 39 и жителей 271, в 1926 (деревня Поздеево) 73 и 439, в 1950 77 и 307.

## Население
Постоянное население составляло 151 человек (русские 99 %) в 2002 году, 109 в 2010.